# Jayapala
Jayapala o Jaipal fue un gobernante de la dinastía hindú Shahi desde el año 964 hasta el 1001.
Su reino se extendía por el valle de Kabul, Gandhara,  y el oeste de Punjab. Era hijo de Hutpal y padre de Anandapala. Los epítetos de las inscripciones de Bari Kot registran su título completo como "Parama Bhattaraka Maharajadhiraja Sri Jayapaladeva".

## Historia
En 986–987, Jayapala marchó hacia Ghazni y se reunió con las fuerzas de Sabuktigin en Ghuzak.   La guerra permaneció en gran medida inconclusa durante días antes de que la marea se volviera contra los Shahis: Jayapala se vio obligado a proponer un tratado de paz.  Mahmud, hijo de Sabuktigin y comandante de batalla, deseaba infligir una derrota decisiva pero tuvo que ceder cuando Jayapala amenazó con incinerar todos los objetos de valor.  Se acordó una indemnización de guerra de un millón de dirhams Shahi y cincuenta elefantes de guerra y se cedieron algunos fuertes fronterizos a los Ghaznavids. En consecuencia, Jaypala regresó con algunos comandantes de Ghaznavi que iban a hacerse cargo de los fuertes cedidos, mientras que algunos de sus familiares y funcionarios se quedaron con Sabuktigin como rehenes. Una vez que Jayapala llegó a sus propios territorios, canceló el tratado y envió a los comandantes a prisión, probablemente con la esperanza de obligar a Sabuktigin a intercambiar rehenes.
Sabuktigin se negó a creer que se había violado el tratado, pero una vez que se estableció más allá de toda duda, saqueó la ciudad fronteriza de Lamghan: se demolieron templos y se quemaron casas. En respuesta, Jayapala aseguró tropas de Rajahs no identificados, y se reunió con Ghaznavids cerca de Kindi (Kandibagh moderno-?). Los Ghaznavids rompieron las líneas enemigas repetidamente usando ataques ligeros y los siguieron con un asalto total, derrotando a los Shahis que tuvieron que huir más allá del Indo a pesar de su abrumadora superioridad numérica. Se perdió toda la extensión del territorio hasta Peshawar, y Sabuktigin instaló sus propios recaudadores de impuestos; las tribus locales también fueron ordenadas en brazos de Ghaznavid. Se encargó un ribāṭ en Kindi para conmemorar la victoria. Sin embargo, Peshawar y las regiones adyacentes regresaron a Shahis pronto, probablemente durante lo que sería un largo interludio en el conflicto Ghaznavid-Shahi.
Alrededor de 990–991, Mahmud sería encarcelado por su padre Sabuktigin por fomentar una rebelión. Jayapala probablemente trató de aprovechar la ruptura a su favor al prometer rescatar a Mahmud, casar a su hija con él y, además, asignar suficientes riquezas y tropas. Mahmud no respondió favorablemente y, al notar que Shahi era un perro infiel, proclamó su absoluta devoción por Sabuktigin y se comprometió a atacar a Jayapala cuando lo liberaran. Casi al mismo tiempo, Jayapala fue desafiado por Bharat, un rajá de Lahore que deseaba arrebatar el control de Nandana, Jailam, y Takeshar. Anandapala, entonces gobernador de Punjab, recibió la orden de interceptar las fuerzas de Bharat y en la batalla que siguió, Bharat fue encarcelado y Lahore anexado; sin embargo, la nobleza de Lahore abogó por su antiguo rey, quien fue restituido como feudatario después del pago de tributos. Alrededor de un año después, el hijo de Bharat, Chandrak, lo depuso por haber emprendido una campaña mal pensada contra los Shahis y se convirtió en el nuevo feudatario. Por razones que no están claras, c. 998-999 (ocho años después de la usurpación), Jayapala declaró la guerra a Lahore con el pretexto de proteger a su soberano Bharat y despachó a Anandapala. Chandrak fue emboscado y secuestrado alrededor del campo de batalla de Samutla, y Lahore fue anexada por los Shahis. Rahman especula que los Shahis estaban tratando de equilibrar sus pérdidas ante los Ghaznavids usando cualquier pretexto.
En 998, Mahmud ascendió al trono de Ghaznavid en Ghazni y se embarcó en una juerga de anexión. Pronto, Mahmud volvió sus ojos hacia los Shahis, supuestamente resolviendo invadir sus territorios cada año. En lo que fue la última batalla de su vida, Jayapala se reunió con Mahmud en Peshawar el 27 de septiembre de 1001; Se cree que un gobernador Shahi de la provincia de Bardari llamado Adira Afghan cambió de bando y ayudó en el paso seguro y rápido de las tropas de Mahmud a través de las provincias de Shahi. Mahmud vio a través de las tácticas de Jayapala de retrasar el conflicto con la esperanza de recibir refuerzos y declaró la guerra de inmediato. Pronto, los Shahis estaban en un estado de desorden con Jayapala y quince de sus parientes tomados como prisioneros. Cerca de un millón de soldados Shahi fueron tomados como esclavos. Los botines de guerra asombraron a los cronistas contemporáneos: solo los collares reales fueron valorados en más de seis millones de dirhams Shahi. Mahmud continuó su incursión hasta Hund, mientras sus fuerzas perseguían a las tropas que huían y diezmaban los focos de resistencia. En unos pocos meses, todo el territorio Shahi al oeste del Indo se había sometido a Mahmud. En abril de 1002, Mahmud regresaba a Ghazni.
Jayapala finalmente fue liberado, pero los cronistas musulmanes difieren sobre los detalles. Unsuri, un poeta de la corte de Mahmud señala que fue vendido en el mercado de esclavos; Minhaj ad-din y al-Malik Isami agrega un precio de 80 dirhams/dinares. Otros, como al-Ansab, señalan que Mahmud había rechazado su pedido de perdón, pero le permitió ser libre en lugar de un pago de 2,5 millones de dirhams y 50 elefantes de guerra alrededor de marzo de 1002, lo que Rahman considera más probable. Jayapala volvió a Hund y se inmoló en una pira después de abdicar del trono a favor de Anandapala.

## Sucesión
Jayapala fue sucedido por su hijo Anandapala, quien, junto con otras generaciones posteriores de la dinastía Shahiya, participó en varias campañas contra el avance de los Ghaznavids durante décadas impidiéndoles cruzar el Indo.